# Encino (Texas)
Pour les articles homonymes, voir Encino.
Encino est une census-designated place située dans le comté de Brooks, dans l’État du Texas, aux États-Unis. Sa population s’élevait à 143 habitants lors du recensement de 2010.